# Некерталь
Некерталь (нім. Neckertal) — громада  в Швейцарії в кантоні Санкт-Галлен, виборчий округ Тоггенбург.

## Географія
Некерталь має площу 49 км², з яких на 5,7% дозволяється будівництво (житлове та будівництво доріг), 53,4% використовуються в сільськогосподарських цілях, 39,8% зайнято лісами, 1,1% не є продуктивними (річки, льодовики або гори).

## Демографія
2019 року в громаді мешкало 4044 особи (-2,1% порівняно з 2010 роком), іноземців було 9,5%. Густота населення становила 83 осіб/км².
За віковим діапазоном населення розподілялося таким чином: 22,6% — особи молодші 20 років, 59% — особи у віці 20—64 років, 18,4% — особи у віці 65 років та старші. Було 1663 помешкань (у середньому 2,4 особи в помешканні).
Із загальної кількості 1620 працюючих 343 було зайнятих в первинному секторі, 397 — в обробній промисловості, 880 — в галузі послуг.